# Lenny Welch
Lenny Welch (* 15. Mai 1938 in Asbury Park, New Jersey; † 8. April 2025 in Kissimmee, Florida) war ein US-amerikanischer Sänger und Schauspieler. 

## Leben
Lenny Welch wuchs in Asbury Park auf. 1959 ging er nach New York und bekam nach einigen Demoaufnahmen einen Plattenvertrag. Seine 1960 veröffentlichte Debütsingle You Don’t Know Me erreichte Platz 45. Mit Since I Fell for You hatte er im Jahr 1963 seinen einzigen Hit; spätere Comebackversuche scheiterten.
In den 90er Jahren spielte er eine Rolle in der Fernsehserie General Hospital.

## Diskografie

### Studioalben
| Jahr | Titel                                 | Höchstplatzierung, Gesamtwochen, AuszeichnungChartsChartplatzierungen (Jahr, Titel, Platzierungen, Wochen, Auszeichnungen, Anmerkungen) | Anmerkungen |
| Jahr | Titel                                 | US | Anmerkungen |
| ---- | ------------------------------------- | --- | ----------- |
| 1963 | Since I Fell for You Cadence CLP-3068 | US73 (12 Wo.)US |             |

Weitere Studioalben
- 1965: Two Different Worlds
- 1966: Rags to Riches
- 1967: Lenny
- 2005. It’s All About Love

### Kompilationen
- 1996: Anthology (1958–1966)

### Singles
| Jahr | Titel Album                                | Höchstplatzierung, Gesamtwochen, AuszeichnungChartplatzierungen (Jahr, Titel, Album, Platzierungen, Wochen, Auszeichnungen, Anmerkungen) | Höchstplatzierung, Gesamtwochen, AuszeichnungChartplatzierungen (Jahr, Titel, Album, Platzierungen, Wochen, Auszeichnungen, Anmerkungen) | Anmerkungen           |
| Jahr | Titel Album                                | US | R&B | Anmerkungen           |
| ---- | ------------------------------------------ | --- | --- | --------------------- |
| 1960 | You Don’t Know Me Since I Fell for You     | US45 (13 Wo.)US | R&B28 (1 Wo.)R&B |                       |
| 1963 | Since I Fell for You                       | US4 (16 Wo.)US | — |                       |
| 1964 | Ebb Tide Since I Fell for You              | US25 (9 Wo.)US | R&B7 (11 Wo.)R&B |                       |
| 1964 | If You See My Love Since I Fell for You    | US92 (2 Wo.)US | R&B43 (4 Wo.)R&B |                       |
| 1965 | Darling Take Me Back Two Different Worlds  | US72 (6 Wo.)US | — |                       |
| 1965 | Two Different Worlds                       | US61 (8 Wo.)US | — |                       |
| 1965 | Run To My Lovin’ Arms Two Different Worlds | US96 (2 Wo.)US | — |                       |
| 1970 | Breaking Up Is Hard to Do                  | US34 (10 Wo.)US | R&B27 (8 Wo.)R&B | Cover von Neil Sedaka |
| 1972 | A Sunday Kind of Love                      | US96 (5 Wo.)US | — |                       |
| 1973 | Since I Don’t Have You                     | — | R&B92 (3 Wo.)R&B |                       |
| 1974 | Eyewitness News                            | — | R&B71 (6 Wo.)R&B |                       |

Weitere Singles
- 1958: My One Sincere
- 1959: The Blessing Of Love
- 1960: Darlin’
- 1961: Changa Rock
- 1962: It’s Just Not That Easy
- 1962: A Taste of Honey
- 1965: I’m Dreaming Again
- 1966: Rags to Riches
- 1966: What Now My Love
- 1966: Just One Smile
- 1966: If You Love Me, Really Love Me
- 1967: I’m Over You
- 1967: The Right To Cry
- 1967: Love Doesn’t Live Here
- 1968: Darling Stay With Me
- 1968: Tennessee Waltz
- 1968: Halfway To Your Arms
- 1970: To Be Loved/Glory of Love
- 1970: Such A Night
- 1973: Goodnight My Love
- 1974: A Hundred Pounds Of Pain
- 1974: When There’s No Such Thing as Love
- 1977: Six Million Dollar Woman